# Moorbad Harbach
Moorbad Harbach je obec v Rakousku ve spolkové zemi Dolní Rakousy v okrese Gmünd. Žije v ní 706 obyvatel (podle sčítání z roku 2016).

## Poloha
Moorbad Harbach se zachází v severozápadní části spolkové země Dolní Rakousy. Rozloha činí 35,51 km². Hranice obce v délce 13,5 km tvoří státní hranici s Českou republikou, z níž převážná část prochází lesem. Zalesněná plocha tvoří 68,33% rozlohy obce.
Obec je obklopena Novohradskými horami. Jižně od ní se nachází 1017 m vysoký Nebelstein a severně 874 m vysoký Mandlstein.

### Členění
Území obce Moorbad Harbach se skládá ze šesti částí (v závorce uveden počet obyvatel k 1.1.2015):
- Harbach (155)
- Hirschenwies (84)
- Lauterbach (175)
- Maißen (122)
- Schwarzau (8)
- Wultschau (138)

## Historie
Roku 1971 byly dobrovolně spojeny katastrální území Harbach a Wultschau do jednoho s názvem Harbach.
Po stavbě sanatoria byla obec přejmenována na Moorbad Harbach.

## Pozoruhodnosti
Jelikož se Moorbad Harbach nachází v samém srdci Novohradských hor, jeho největší předností je příroda.
- farní kostel
- sportovní stanoviště "Garten der Menschenrechte" v lese poblíž Lauterbachu
- kamenná spirála "Meilenstein des Friedens" u hraničního přechodu Šejby.
- Mandlstein
- Nebelstein

## Přeshraniční propojení
Přes hraniční přechody Šejby – Harbach a Hirschenwies – Lukov vede cyklotrasa Via Verde (společný projekt obcí Moorbad Harbach a Horní Stropnice).

## Osobnosti
- Hilde Peyrová-Höwarthová (1925–2016), spisovatelka a básnířka[2][3]